# 聖槍吸血鬼
《聖槍吸血鬼》是日本漫畫家樞簗的漫畫作品，在《月刊GFantasy》的2005年11月號至2006年4月號上連載。全6話，單行本1冊。另有廣播劇CD發售。

## 內容簡介
吸血鬼學校中的每一位學員皆擁有自己專屬的武器，除了阿爾，被校長收養的吸血鬼。
某天，來了一位特別的转校生，荊，是個人類。
同時，校園中一群不安份的吸血鬼，受夠了鋁箔包血漿，於是展開瘋狂的掠食行動，甚至想殺害其他吸血鬼同學，一飽血欲…
動亂一觸即發，而阿爾則發現荊原來就是聖槍，他專屬的武器…